# 成本會計
成本會計（英語：cost accounting），是指運用財務會計中的原則原理、紀錄、分類、彙總及分析產品在產銷過程中的有關成本，以確定產品或服務的總成本及單位成本。
成本會計又可分為管理及財務兩個方面，成本會計協助管理計劃及控制公司的經營，制定長期性或策略性的決策，並且建立有利的成本控制方法、降低成本與改良品質。

## 成本會計的涵義
成本會計是隨著社會經濟的發展而逐漸形成和發展起來的，是特定經濟環境下的產物，成本會計即受當時經濟條件的影響和制約，又服務於當時的經濟社會，所以，成本會計的涵義也隨著經濟的發展而發展變化。
在早期成本會計階段，研究成本會計的專家勞倫斯（W.B.Lawrence）對成本會計的定義是：“成本會計就是應用普通會計的原理、原則，系統地記錄某一工廠生產和銷售產品時所發生的一切費用，並確認各種產品或服務的單位成本和總成本，以供工廠管理當局決定經濟的、有效的和有利的產銷政策時參考”。
到了近代成本會計階段，成本會計又被英國會計學家傑·貝蒂（J.Batty）定義為：“成本會計是用來詳細描述企業在預算和控制它的資源（指資產、設備、人員及所耗的各種材料和勞動）利用情況方面的原理、慣例、技術和制度的一種綜合術語”。
在現代會計階段，成本會計的涵義又有了新的發展，一般認為，“現代成本會計是成本會計與管理會計的直接結合，它根據成本核算和其他資料，採用現代數學和數理統計的原理和方法，針對不同業務，建立起數量化的管理技術，用來幫助人們按照成本最優化的要求，對企業的生產經營活動進行預測、決策、控制、分析、考核，促使企業的生產經營實現最優運轉，從而大大提高企業的競爭能力和適應能力”。

## 成本會計的產生與發展

### 成本會計的產生
成本會計是隨著商品經濟的形成而產生的。
生產成本產生於資本主義的簡單協作和工場手工業時期，完善於資本主義大機器工業生產階段。隨著資本主義簡單協作的發展，引起了工場手工業的產生，這時各種勞動的結合表現為資本的生產力。隨著生產力的發展和生產關係的完善，對生產管理提出了新的要求，資本家為了獲取更多的剩餘價值，對生產過程中的消耗和支出更加註意核算，因此生產成本核算提上議事日程。

### 成本會計的發展狀況
成本會計是隨商品經濟的發展而發展。
20世紀初美國和西方國家的許多企業推行泰勒制度，不僅推動了生產的發展，也促進了管理和成本會計的發展，產生了用於成本控制和分析的標準成本法，使成本會計的職能從成本計算進而擴展到成本控制和分析。第二次世界大戰後，科學技術高速發展，生產力水平迅速提高，企業生產經營能力高漲，市場競爭日益激烈，促使企業成本會計不僅要精打細算，還要為降低產品成本而獻計獻策。

### 成本會計發展的階段
成本會計的發展的歷史階段:
第一階段（1880－1920）： 原始的成本會計
原始的成本會計，起源於英國，當時認為成本會計就是彙集生產成本的一種制度，主要是用來計算和確定產品的生產成本和銷售成本。在這期間，英國會計學家已經設計出定單成本計算和分步成本計算的方法（當時應用的範圍只限用工業企業），後來傳往美國及其他國家。
第二階段（1921－1950）: 近代的成本會計
近代的成本會計，主要是美國會計學家提出了標準成本會計制度，在原有的成本積聚的基礎上增加了“管理上的成本控制與分析”的新職能。在這種情況下，成本會計就不僅是計算和確定產品的生產成本和銷售成本，還要事先制訂成本標準，並據以進行日常的成本控制與定期的成本分析。正因為成本會計擴大了管理職能，於是應用的範圍也從原來的工業企業擴大到商業企業、公用事業、以及其他服務性行業。
第三階段（1951年以後) : 現代成本會計
今天對於成本的定義已不再僅僅局限於產品成本的範疇，例如美國會計學會與標準委員會就如此定義成本：成本是為了一定目的而付出的（或可能付出的）用貨幣測定的價值犧牲。從這一定義看，成本的外延除了產品成本的概念與內容，它還可以包括：勞務成本、工程成本、開發成本、資產成本、資金成本、質量成本、環保成本等等。
除此之外由於成本管理的不同目的，則形成對成本信息的不同需求，使成本有各種各樣的組合。同時人們對它的認識也是日趨深化的。於是，目標成本、可控成本、責任成本、相關成本、可避免成本等新的成本概念源源不斷地涌現，形成了多元化的成本概念體系。

## 成本會計的內容、對象、特征和職能

### 成本會計的內容
現代成本會計拓寬了傳統成本會計的內涵和外延，其涉及的內容廣泛，以我國會計界目前的共識來看，現代成本會計的基本內容是：成本預測、成本決策、成本計劃、成本控制、成本核算、成本分析、成本考核、成本檢查。

### 成本會計的對象
成本會計的對象可以概括如下：
　　1. 各行業企業經營業務的成本。企業經營業務的成本因行業特點而具有不同的內容。產品製造成本、商品購銷成本、建築施工成本、客貨運成本等等。
　　2. 經營管理費用
　　3. 各種專項成本。如質量成本、責任成本等。